# Апостасія в ісламі

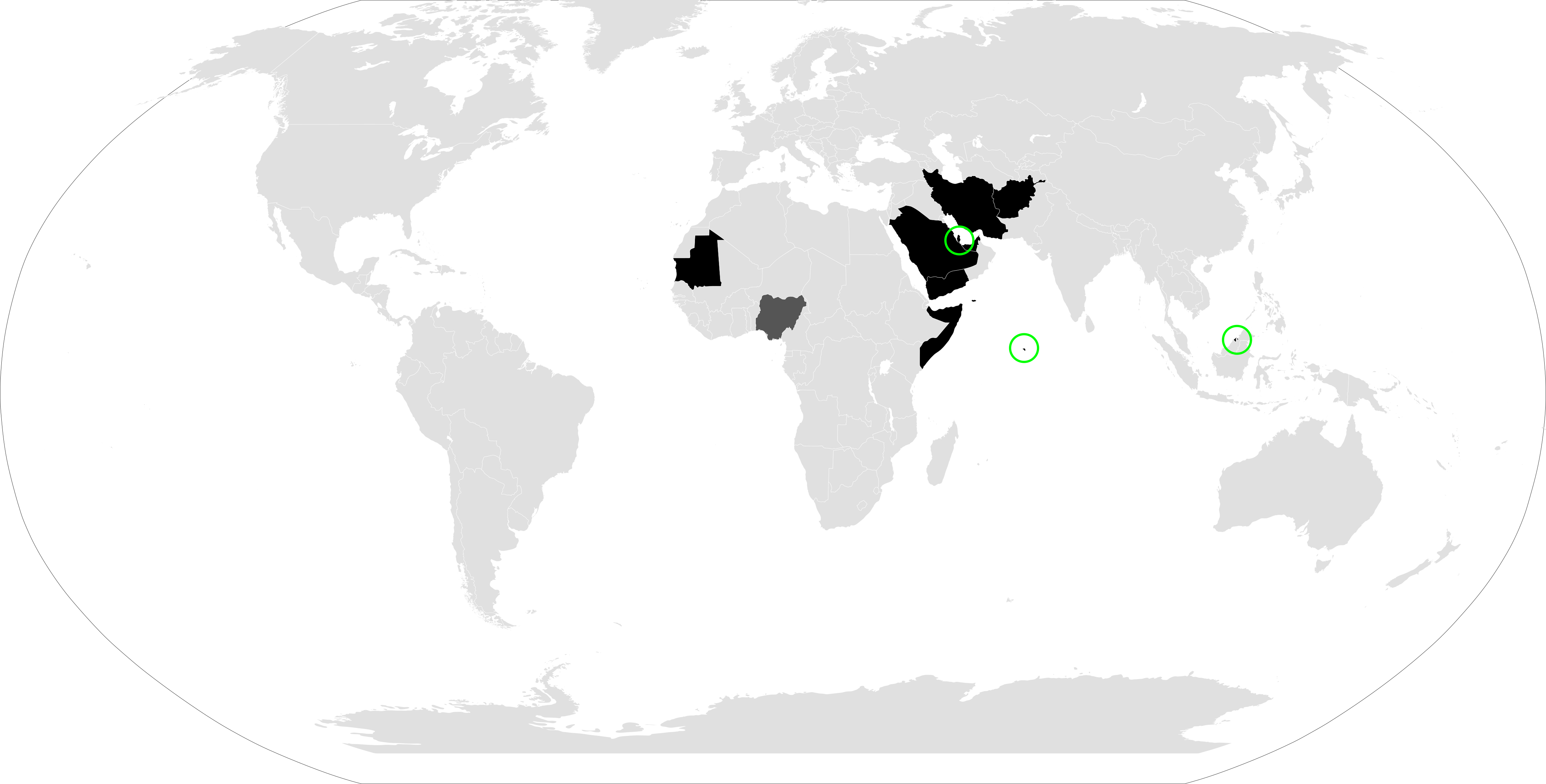
Держави зі смертною карою за відступництво

Апостасія в ісламі (Арабською: ردة riddah рідда, або ارتداد irtidād іртітад) — віровідступництво, зречення  ісламу і перехід у інші релігії, або атеїзм.
Віровідступник (арабською: مرتد murtadd муртад) — той хто зрікся ісламу і перейшов у іншу релігію, або став атеїстом.
Усі колишні благодіяння та богоугодні справи такої людини стираються. Якщо муртад повернеться до ісламу, то він не повинен компенсувати молитви і пости того періоду, доки перебував у відступництві. Одначе він мусить заново здійснити хадж